# Brigitte Yagüe
Brigitte Yagüe, född den 15 mars 1981 i Palma de Mallorca, är en spansk taekwondoutövare.
Hon tog OS-silver i flugviktsklassen i samband med de olympiska taekwondo-turneringarna 2012 i London.